# César León Entralá
Joaquín César León Entralá (Santiago, 21 de junio de 1892-1958) fue un abogado, agricultor, político y diplomático chileno. Se desempeñó como ministro de Tierras y Colonización de su país, durante el segundo gobierno del presidente Arturo Alessandri —de quien fue un estrecho colaborador— entre septiembre y diciembre de 1938.

## Familia y estudios

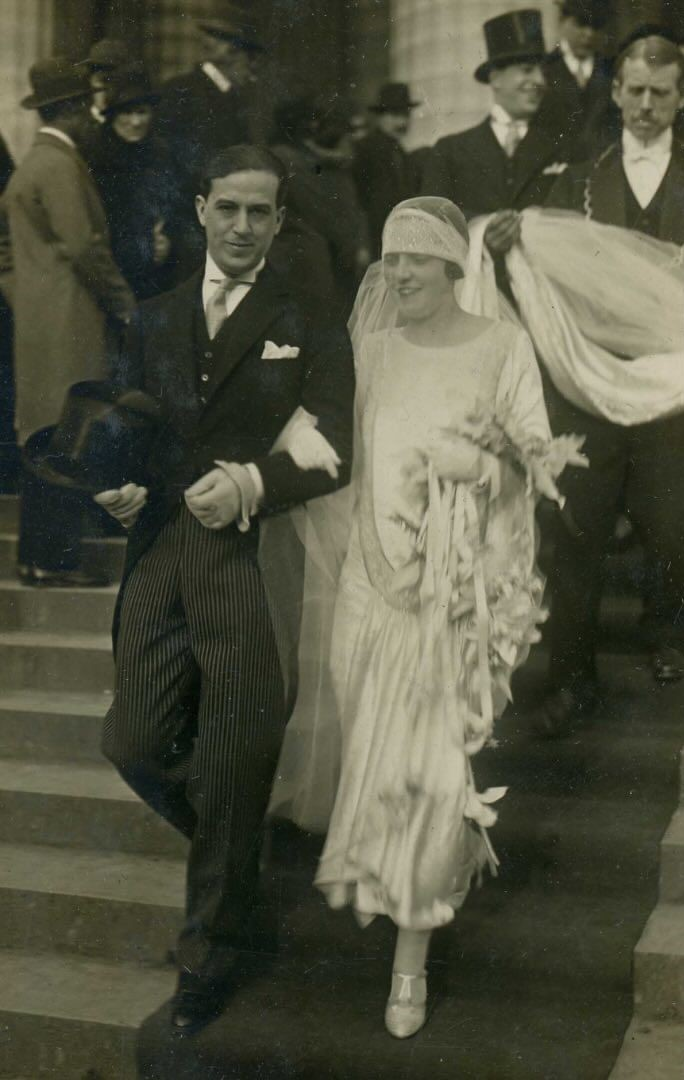
César León Entralá junto a Marta Puelma Coulons, durante el día de su boda.

Nació en Santiago de Chile el 21 de junio de 1892, hijo del funcionario público Joaquín León Luco y Soledad Entralá Cervello. Tuvo dos hermanos: Adolfo —ingeniero civil, quien fuera funcionario de la Empresa de los Ferrocarriles del Estado (EFE) y del Ferrocarril Arica-La Paz, así como también, autor del «Proyecto de regadío del Valle de Azapa en Arica»; se casó con Elisa Puelma Cruchaga, con quien tuvo cinco hijos: Ana María, Carlos Adolfo, Hugo (ingeniero, empresario y dirigente gremial, quien fuera, entre otras cosas, ministro de Obras Públicas durante la dictadura militar del general Augusto Pinochet entre 1975 y 1979), Elisa y Soledad— y María Teresa. Por parte paterna, además, fue sobrino de César León Luco —militar, que combatió en el ejército durante la guerra del Pacífico, desempeñándose como subteniente del «Batallón Santiago»; en el transcurso del conflicto, resultó gravemente herido en la batalla de Miraflores, retirándose del servicio activo al finalizar el conflicto, que involucró a Chile, Perú y Bolivia, en 1884, volviendo a incorporarse a la rama castrense con el grado de capitán en 1891, con ocasión de la guerra civil contra el presidente José Manuel Balmaceda; permaneció allí hasta su retiro absoluto en 1904, con el grado de mayor;— y Ramón León Luco —médico cirujano, quien también actuó durante la guerra del Pacífico, siendo segundo cirujano en la Armada chilena, donde permaneció embarcado a bordo de las naves de guerra durante toda la campaña, participando en las batallas de Chorrillos y Miraflores; y político, ejerciendo, en representación del Partido Nacional o  monttvarista, como diputado por Yungay durante el período legislativo 1909-1912 (siendo, además, segundo vicepresidente de la Cámara de Diputados en octubre de 1909), paralelamente, actuó como ministro de Guerra y Marina entre noviembre de 1909 y julio de 1910 (bajo la presidencia de Pedro Montt) y enero y julio de 1911 (bajo la presidencia de Ramón Barros Luco), luego fue nuevamente diputado, pero por Collipulli y Mariluán, por el período 1912-1915, enseguida diputado por Coelemu y Talcahuano, por el período 1915-1918 y, finalmente, ministro de Industria, Obras Públicas y Ferrocarriles entre 1916 y 1917 (bajo la presidencia de Juan Luis Sanfuentes). Por otra parte, fue propietario de los fundos "Ránquil", ubicado en la comuna homónima, "Los Pinos" ubicado en la comuna de Portezuelo, y de bodegas de vinos en la comuna de Tomé—.
Realizó sus estudios superiores en la carrera de derecho de las universidades de Chile —con un paréntesis en Alemania— y Sorbona (de Francia), titulándose como abogado el 9 de diciembre de 1919.
Se casó en París, capital de ese último país europeo, en 1924 con Marta Puelma Coulons, con quien tuvo una hija, Marta.

## Carrera profesional y política
Inició su actividad laboral al incorporarse a la administración pública en 1910, con dieciocho años. Trabajó en diversos Ministerios de Estado y, paralelamente, se sumó al ámbito partidista integrándose a las filas del Partido Liberal (PL). El 23 de enero de 1925, fue nombrado por el general Pedro Pablo Dartnell, entonces presidente de la Junta de Gobierno que derrocó al también general Luis Altamirano Talavera —que a su vez derrocó al presidente Arturo Alessandri, de también militancia liberal—, en los cargos simultáneos de subsecretario de Fomento y subsecretario del Interior. Como consecuencia, también en forma simultánea, le correspondió asumir, en calidad de interino, la titularidad de esta última cartera, la cual dejó el 29 del mismo mes, bajo la seguida presidencia provisional del abogado Emilio Bello Codesido, miembro también de dicha Junta; en tanto, las jefaturas de las Subsecretarías las mantuvo hasta el 20 de marzo del mismo año, fecha en que Alessandri, encontrándose en el exilio, retornó al poder.
A continuación, el 16 de abril, fue designado por dicho mandatario como ministro plenipotenciario de Chile en Austria, con sede en la capital de aquel país europeo, Viena, siendo además concurrente en Hungría y Checoslovaquia. Se mantuvo en la función diplomática bajo la seguida presidencia de Emiliano Figueroa Larraín, abandonándola en 1927, y actuó inmediatamente como presidente de la delegación chilena que participó en el Congreso Penal de Estocolmo, Suecia.
Con ocasión del segundo gobierno de Alessandri, el 24 de diciembre de 1932, fue designado nuevamente como titular de la Subsecretaría del Interior, rol en el cual se mantuvo hasta el 15 de septiembre de 1938, cuando fue nombrado como ministro de Tierras y Colonización, puesto que asumió formalmente dos días después al prestar el juramento de rigor, debido a que se encontraba enfermo; lo desempeñó hasta el fin de la administración el 24 de diciembre de ese año.
Entre otras actividades, se dedicó a la agricultura, explotando la hacienda "Santa Marta" en Longotoma y el fundo "El Mariscal" en San Bernardo. Por otra parte, fue socio del Club de La Unión y del Club Hípico de Santiago. Falleció en 1958, a los 66 años.